# Carlo Buscaglia
Carlo Buscaglia (Balocco, Provincia de Vercelli, Italia, 9 de febrero de 1909 - Turín, Italia, 15 de agosto de 1981) fue un futbolista italiano. Se desempeñaba como centrocampista.

## Trayectoria
Fue uno de los primeros ídolos de la hinchada napolitana. Aunque se desempeñaba como centrocampista, estaba disponible para jugar en todas las posicione, encima sustituyendo a Cavanna en la portería, cuando el guardameta se fracturó la clavícula. Después de 259 presencias y 40 goles con la camiseta del Napoli, fichó por la Juventus de Turín. Terminó su carrera en el Savona (aunque algunas fuentes atribuyen la militancia en el club ligur al homónimo Pietro Buscaglia).

## Clubes
| Club        | País   | Año       |
| ----------- | ------ | --------- |
| SSC Napoli  | Italia | 1928-1938 |
| Juventus FC | Italia | 1938-1940 |
| Savona FBC  | Italia | 1941-1942 |